# الحقل المعجمي
الحقل المعجمي أو حقل الكلمة هو مجموعة الكلمات المرتبطة بها والتي قد يمكننا استخدامها في نفس السياق أو نفس الموضوع.
فمثلاً لو أردنا الحقل المعجمي لكلمة «شجرة» نذكر الكلمات التالية (على سبيل المثال لا الحصر): غابة، بيئة، حديقة، ربيع، خضرة (خَضار)، ثمار، أحياء ... .
محتويات الحقل المعجمي:
المحور المعنوي للكلمة
والمحور المجازي للكلمة
ومشتقات الجذر اللغوي للكلمة
والمترادفات
والأضداد